# Кунец, Андрей Александрович

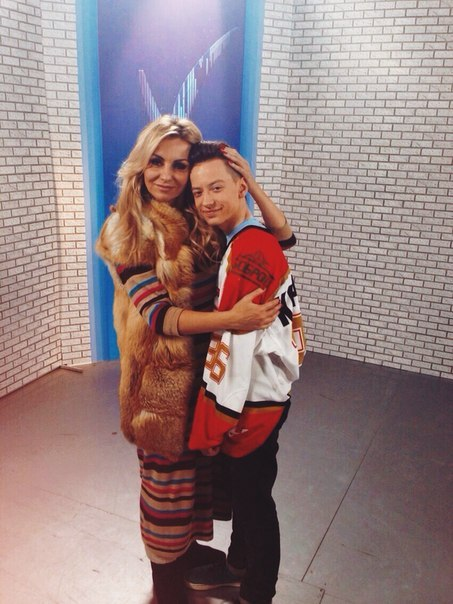
Андрей Кунец на Белорусском шоу «Академия Талантов. Третий Курс» вместе с Яной Станкевич.

Андре́й Алекса́ндрович Куне́ц (7 декабря 1995, Мозырь) — участник и призёр республиканских и международных конкурсов, серебряный призёр конкурса песни «Детское Евровидение — 2006» (129 баллов). Окончил БГУКИ и попал по распределению в Молодежный театр эстрады, где работает и сейчас.

## Творческая деятельность
Андрей Кунец является серебряным призёром конкурса песни «Детское Евровидение — 2006», лауреатом I Международного молодёжного фестиваля-карнавала «Орфей в Италии-2008» в возрастной группе 10—12 лет. На фестивале исполнил песни «Беларусь мая», «Новый день», а также англоязычную версию композиции «Сябруюць усе» (и получил статуэтку позолоченной ноты, украшенной хрусталиком «Сваровски»). В январе 2010 года Андрей выпустил свой дебютный альбом «Новый день».
В 2008 году исполнил роль Огонька в новогоднем мюзикле во Дворце Республики[значимость факта?].
Участник белорусского шоу «Академия Талантов. Третий Курс» (адаптация оригинального формата The Voice of Holland) на канале ОНТ, в команде Яны Станкевич[когда?].
На данный момент Андрея можно увидеть в постановках Молодежного театра эстрады.

## Победы
- «Детское Евровидение — 2006» — второе место[5]
- «Славянский базар» в Витебске, 2007 год — гран-при[6]
- «Орфей в Италии-2008» — I место[6]
- «Дружба народов» — Гран-при (Кайзерслаутерн)
- «Зямля пад белымi крыламi» — 1-е место (Мозырь)
- «Золотая пчелка» — Гран-при (Климовичи)